# Notschleppkonzept

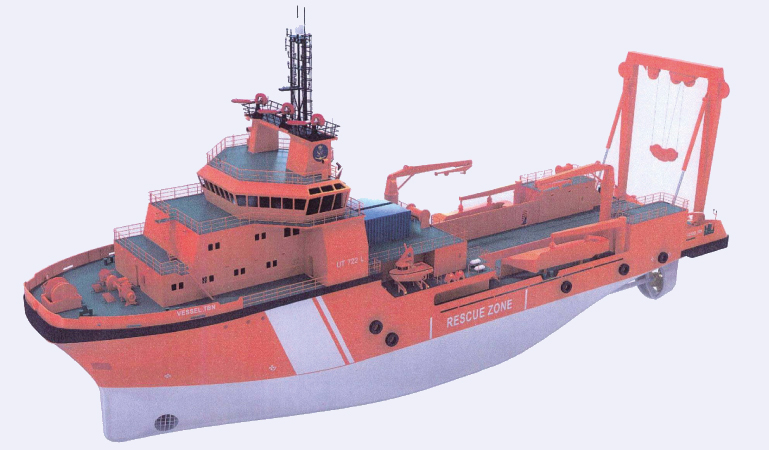
Don-Inda-Klasse, spanische Notschlepper mit 228 t Pfahlzug

Ein Notschleppkonzept ist ein Plan, der die rechtzeitige Ankunft leistungsfähiger Bergungsschlepper bei einem Havaristen sicherstellen soll, bevor dieser in eine Situation gerät, aus der ein Freischleppen nicht oder nur unter Inkaufnahme schwerer Umweltschäden möglich ist. Solche Konzepte werden meist von staatlichen Stellen erarbeitet. Oft beinhalten solche Konzepte außer Vorgaben für Eingreifzeiten und Größenklassen von Schleppern auch weitere Vorgaben, wie z. B. Notliegeplätze und Maßnahmen zur Unterstützung durch Einheiten vom Festland aus. Infolge der Erstellung solcher Pläne wurden in vielen Ländern staatlich betriebene oder geförderte Notschleppkapazitäten mit spezialisierten Einheiten (Notschleppern) aufgebaut. Oft werden auch Neubauten von Behördenschiffen (z. B. Küstenwache) als Multifunktionseinheiten mit Notschlepp- und Rettungsfähigkeiten geplant. Auch in Ländern, in denen solche staatsunterstützten Konzepte nicht vorhanden sind, existieren häufig Notschleppkapazitäten privater Firmen, da diese Schleppaufträge lukrativ sein können. Jedoch ist in diesen Ländern nicht sichergestellt, dass jederzeit alle Seegebiete mit ausreichenden Kapazitäten ausgestattet sind, da sich private Firmen evtl. nur für bestimmte Regionen mit hoher Eintrittswahrscheinlichkeit einer Havarie interessieren.

## Notschlepper
Als Notschlepper (englisch: Emergency TowingVessel – ETV) bezeichnet man einen Bergungsschlepper oder ein entsprechend ausgerüstetes Mehrzweckschiff, das – meist behördlich oder in behördlichem Auftrag betrieben – zur Abwehr einer Gefahr für Menschen, die Umwelt oder die Sicherheit und Leichtigkeit des Verkehrs manövrierunfähige oder -behinderte Schiffe an einen sicheren Ort verbringen oder sie gegen Wind und Strömung halten oder kontrolliert verdriften kann, bis kommerzielle Schleppdienste den Havaristen übernehmen oder seine Manövrierfähigkeit wieder hergestellt ist. Weiterhin werden an Notschlepper Anforderungen zur Unterbringung größerer Gruppen Schiffbrüchiger, zu Feuerlöschkapazitäten, Operation in explosionsgefährdeten Umgebungen usw. gestellt. Die Grenze zu kommerziellen Bergungsschleppern ist fließend; manchmal werden privat betriebene Schlepper zusätzlich von einem Staat gefördert, um Notschleppkapazitäten sicherstellen zu können. In anderen Ländern wiederum werden Notschleppkapazitäten hauptsächlich von der Marine bereitgestellt. Viele der neueren existierenden Notschlepper sind nach einem von mehreren von Rolls-Royce erarbeiteten Grunddesigns gebaut.

## Deutsches Notschleppkonzept

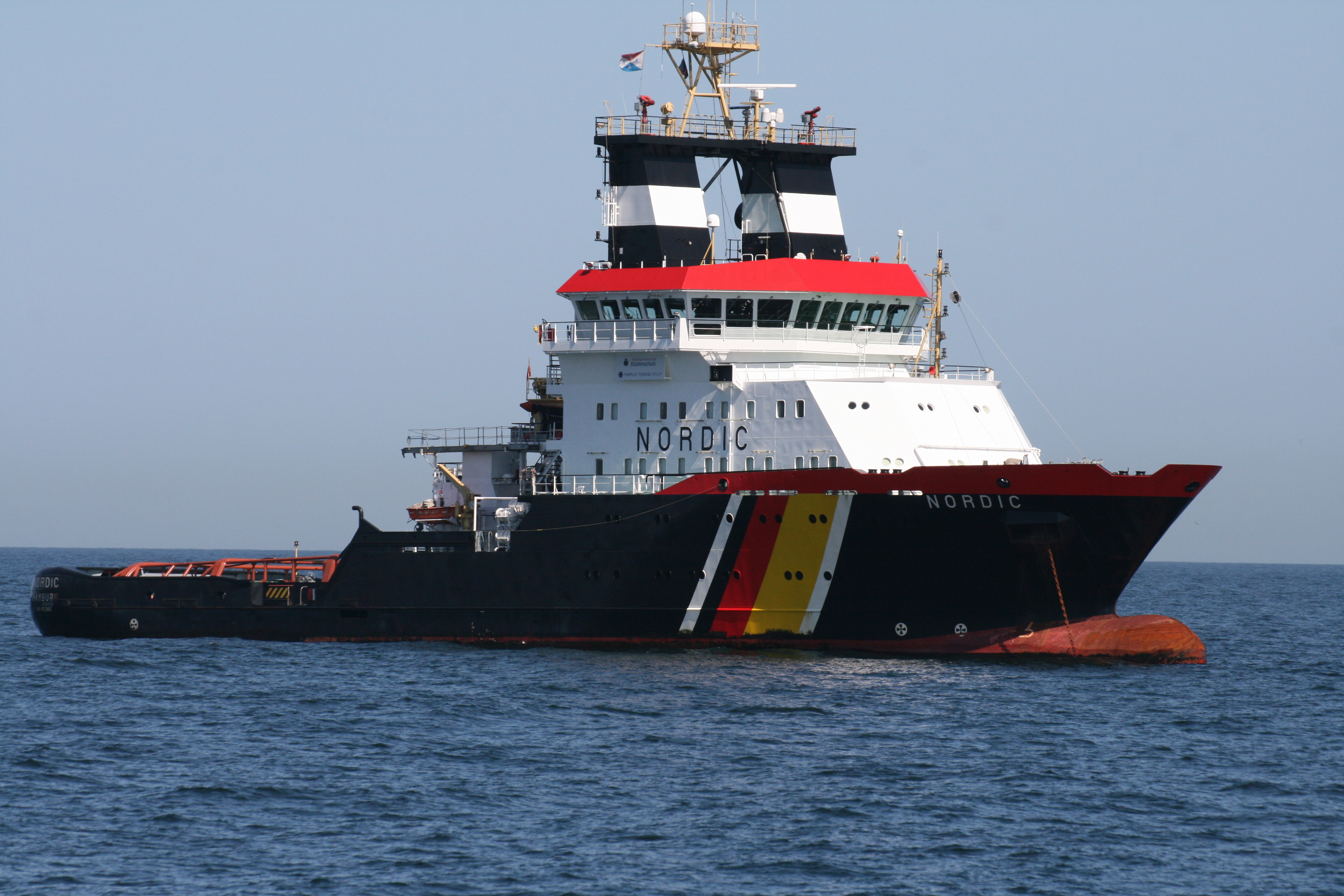
Hochsee-Bergungsschlepper Nordic

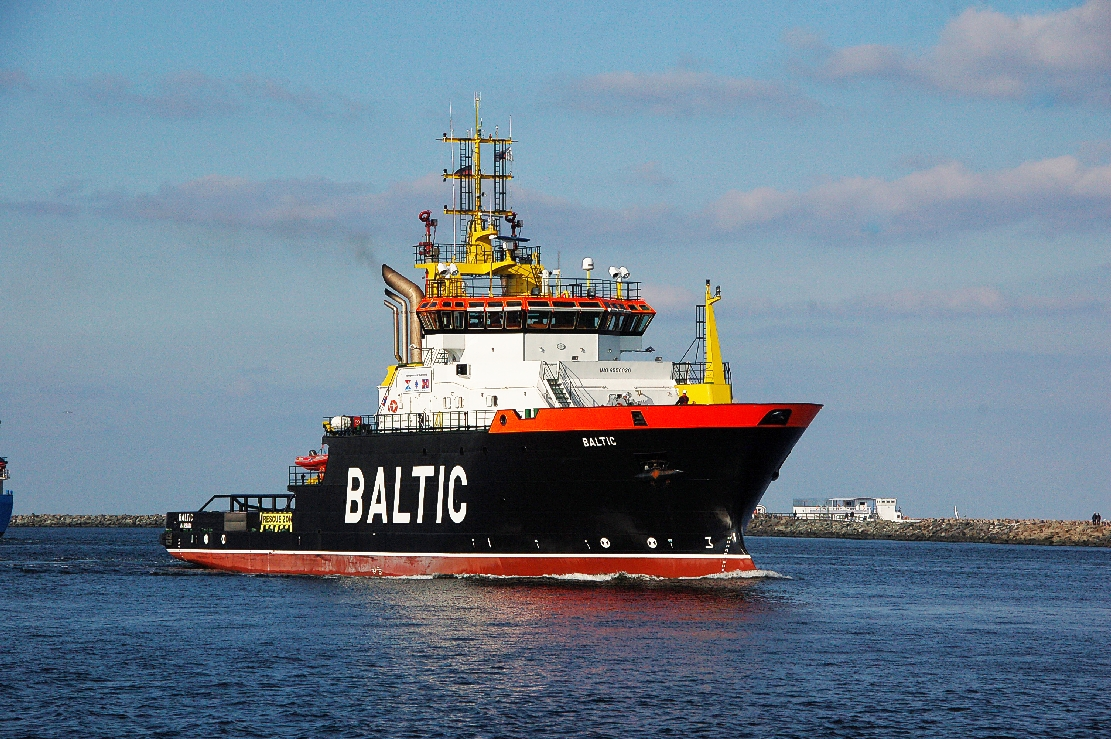
Deutscher Notschlepper Baltic

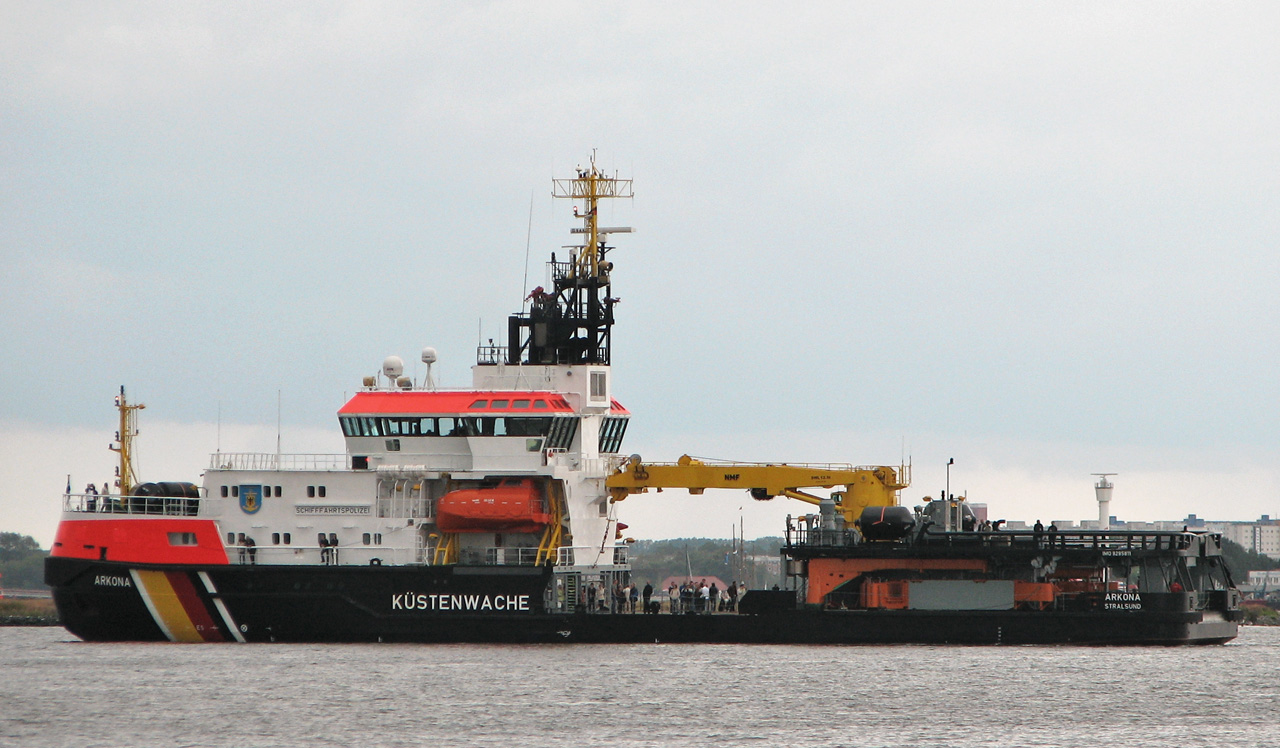
Mehrzweckschiff Arkona

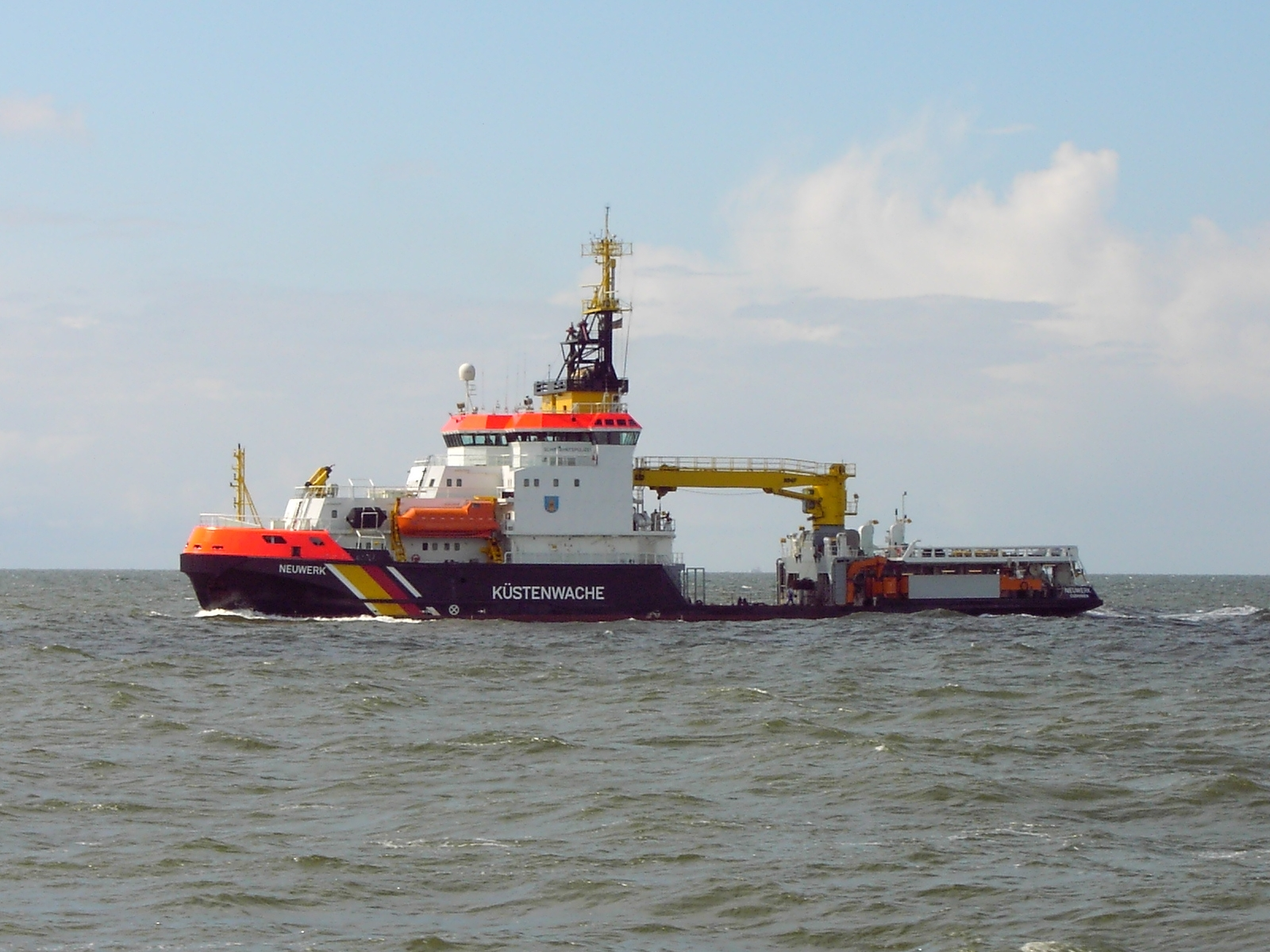
Mehrzweckschiff Neuwerk

Das deutsche Notschleppkonzept sieht für jeden Notfallort auf See im deutschen Zuständigkeitsbereich eine maximale Eingreifzeit von zwei Stunden vor. Dies erfordert in der Nordsee drei, in der Ostsee trotz deutlich geringerer Fläche vier Schlepper. Eine fünfte Station in der Ostsee (Kiel) wurde im Frühjahr 2021 aufgegeben. Geforderte Ausrüstung und Leistung der Schlepper sind den Schiffsgrößen im jeweiligen Einsatzbereich angepasst. Um auch dicht unter Land operieren zu können, sind für jede Station maximale Tiefgänge festgelegt. Außerdem ist je ein Schiff mit mindestens 200 t bzw. 100 t Pfahlzug in Nord- und Ostsee stationiert, um die festgelegten Bemessungsschiffe sicher handhaben zu können. Diese sind, bei Windstärke 9, Böen 11, in der Nordsee ein 13.000-TEU-Containerschiff (entspricht etwa der Emma-Mærsk-Klasse) und in der Ostsee ein 135.000-tdw-Tankschiff. Ein Pfahlzug von 200 t ist nur mit einem höheren Tiefgang als dem für die Nordsee geforderten Maximum von 6 m wirtschaftlich zu erreichen. Daher benötigt dieses Schiff, die Nordic, eine ballastveränderliche Tauchtiefe, das Ostseeschiff Baltic braucht dagegen wegen der winterlichen Vereisung der Ostsee eine höhere Eisklasse. Zum Schleppen havarierter Tankschiffe mit entsprechender Ladung sind beide Schiffe auch in explosionsgefährdeten Bereichen einsetzbar.
Vier der acht Fahrzeuge sind Mehrzweckschiffe der Wasserstraßen- und Schifffahrtsverwaltung des Bundes. Weitere vier sind gechartert: drei von der Hamburger Fairplay-Gruppe, eines von der Bremer Boluda Deutschland.
Die Arbeitsgemeinschaft Küstenschutz betreibt mit Nordic und Baltic die jeweils leistungsstärksten Schlepper in beiden Meeren und stellt auch zwei, auf der Nordic vor Norderney und in Warnemünde, vorgehaltene Boarding-Teams zur Bemannung evakuierter Schiffe. Während die Charterschlepper durchgehend zur Verfügung stehen, beziehen die Mehrzweckschiffe ihre Notschleppstationen erst ab Windstärke 8. Die jährlichen Charterkosten für die Schlepper beliefen sich 2005 auf rund 15 Millionen Euro.
Seit 2001 besteht eine Vereinbarung mit den Niederlanden zur gegenseitigen Unterstützung. Davon betroffen sind der niederländische Schlepper Guardian (ex Ievoli Amaranth) und die Nordic. Zur Sicherstellung der Möglichkeit, havarierte Schiffe auf einen Notliegeplatz einzuweisen, hat der Bund 2005 außerdem mit den fünf Küstenländern eine entsprechende Vereinbarung geschlossen.
Die gecharterten Notschlepper werden wie die bundeseigenen Mehrzweckschiffe von den Wasser- und Schifffahrtsdirektionen Nord und Nordwest eingesetzt. Im Fall einer komplexen Schadenslage kann auch das Havariekommando in Cuxhaven auf die Notschlepper zurückgreifen.
Anders als in manchen anderen Ländern sieht das deutsche Notschleppkonzept keine festgelegten Notliegeplätze vor; es gibt allerdings beim Havariekommando eine Liste von in Frage kommenden Liegeplätzen, die im Bedarfsfall zugewiesen werden können.

### Notschlepperstationen
| Nr. | Gebiet  | Schiffsname       | Pfahlzug (in Tonnen) | Typ                                                    | Stationierungsposition        |
| --- | ------- | ----------------- | -------------------- | ------------------------------------------------------ | ----------------------------- |
| 1   | Nordsee | Nordic            | 201                  | gecharterter Schlepper (Fairplay-Gruppe)               | 10 sm nördlich Norderney      |
| 2   | Nordsee | Mellum            | 110                  | Mehrzweckschiff der Wasser- und Schifffahrtsverwaltung | 5 sm südwestlich Helgoland    |
| 3   | Nordsee | Neuwerk           | 110                  | Mehrzweckschiff der Wasser- und Schifffahrtsverwaltung | 5 sm südwestlich Süderoogsand |
| 4   | Ostsee  | Scharhörn         | 40                   | Mehrzweckschiff der Wasser- und Schifffahrtsverwaltung | Kiel-Ostsee-Weg               |
| 5   | Ostsee  | Baltic            | 127                  | gecharterter Schlepper (Fairplay-Gruppe)               | Warnemünde                    |
| 6   | Ostsee  | Arkona            | 40                   | Mehrzweckschiff der Wasser- und Schifffahrtsverwaltung | Stralsund                     |
| 7   | Ostsee  | VB Bremen Fighter | 104                  | gecharterter Schlepper (Boluda Deutschland)            | Sassnitz                      |
| 8   | Elbe    | Fairplay-35       | 109                  | gecharterter Schlepper (Fairplay-Gruppe)               | Stade                         |

### Ehemalige Notschlepperstation
| Nr. | Gebiet | Schiffsname | Pfahlzug (in Tonnen) | Typ                                                         | Stationierungsposition |
| --- | ------ | ----------- | -------------------- | ----------------------------------------------------------- | ---------------------- |
| 1   | Ostsee | Bülk        | 40                   | gecharterter Schlepper (Schlepp- und Fährgesellschaft Kiel) | Kieler Förde           |

### Entwicklung des Notschleppsystems in Deutschland
Wegen eines kontinuierlichen Rückgangs der Schiffshavarien verringerten die Bergungsunternehmen in den 1970er Jahren ihre Schleppkapazitäten. In den 1980er Jahren waren kommerzielle Hochseeschlepper kaum noch wirtschaftlich zu betreiben, eine durchgängige Verfügbarkeit war in der Deutschen Bucht nicht mehr gewährleistet. In Reaktion auf diese Entwicklung stellte die Wasser- und Schifffahrtsverwaltung mit dem Mehrzweckschiff Mellum 1984 erstmals ein Fahrzeug mit erheblicher Notschleppkapazität in Dienst. Die Ausweitung des deutschen Küstenmeeres und die Einrichtung einer ausschließlichen Wirtschaftszone zum 1. Januar 1995 sowie die fehlende Reserve für die Mellum waren weitere Gründe, ein zweites Schiff in Dienst zu stellen. Im September 1995 wurde zunächst aus Anlass eines geplanten längeren Werftaufenthaltes der Mellum kurzfristig der in diesem Zusammenhang ebenfalls als Mehrzweckschiff bezeichnete Bohrinselversorger Manta gechartert. In die Ausschreibung einer längerfristigen Charter fiel die Havarie des Öltankers Sea Empress im Februar 1996 vor Großbritannien, bei der die Grenzen der eingesetzten Schlepper offenbar wurden, was zu einer Überprüfung der Ausschreibungsbedingungen führte. Schließlich wurde als Bemessungsschiff ein 250.000-tdw-Tankschiff festgelegt und noch 1996 der Hochseeschlepper Oceanic gechartert. Die Bereithaltung von Schleppkapazität war jedoch nur für die Deutsche Bucht vorgesehen, nicht für die Ostsee, und nach der 1998 erfolgten Indienststellung des neuen Mehrzweckschiffes Neuwerk, mit dem das Konzept der Mellum fortgesetzt und erweitert worden war, sollte die Charter auslaufen.
Im Oktober/November 1998 kam es an der nordfriesischen Küste zur Havarie des Stückgutschiffes Pallas, bei der mehrere Schleppversuche unter Beteiligung von Neuwerk, Mellum und Oceanic scheiterten. Bei der schließlichen Strandung des Schiffes im Nationalpark Schleswig-Holsteinisches Wattenmeer wurden Strände auf Amrum und Föhr mit Schweröl verunreinigt, etwa 16.000 Seevögel verendeten. Die große öffentliche Aufmerksamkeit für diese Schäden, die von einem Schiff ohne jedes besondere Gefahrenpotential verursacht waren, machte Schwächen der Gefahrenabwehr auf See offenbar und führte zu einer grundsätzlichen Neubewertung. Eine vom Bundesminister für Verkehr eingesetzte unabhängige Expertenkommission stellte am 16. Februar 2000 neben allgemeinen Organisationsmängeln Ausrüstungsmängel des Notschleppdienstes fest. In der Ostsee gebe es außerdem keinen ausreichend leistungsfähigen Schlepper.
Daraufhin wurde auf Basis umfangreicher wissenschaftlicher Gutachten das neue Notschleppkonzept entwickelt. Die Anforderungen konnten zunächst mit den vorhandenen Fahrzeugen und den auf dem Markt verfügbaren Schleppern nur teilweise erfüllt werden. Das Konzept konnte dementsprechend ab 2001 beginnend mit den zusätzlichen Charterungen nur schrittweise umgesetzt werden. Die Scharhörn und die zu dieser Zeit noch in Planung befindliche, 2005 in Dienst gestellte, Arkona wurden mit Notschleppfähigkeiten ausgestattet. Nach europaweiter Ausschreibung für entsprechende 10-Jahres-Charterverträge gingen schließlich 2009 auch die beiden großen Neufahrzeuge in Bau. Die auf dem Design der spanischen Luz de Mar basierende Baltic löste Ende September 2010 auf der Station Warnemünde den 65-Tonnen-Schlepper Fairplay-26 ab, die Nordic in der Silvesternacht 2010/2011 auf der Station Norderney den Hochseeschlepper Oceanic.
Die Charterschlepper wiesen zunächst keine Kennzeichnung auf, dass sie im behördlichen Auftrag agieren. Bei der Havarie der Glory Amsterdam im Oktober 2017 trug zum Unglück bei, dass der Kapitän zögerte, die Assistenzversuche der Nordic anzunehmen, da er hohe Bergungskosten durch ein kommerzielles Bergungsunternehmen befürchtete. Daraufhin wurde zunächst bei der Nordic ein den Küstenwachtschiffen vergleichbares stilisiertes Hoheitszeichen (ohne die Bezeichnung „Küstenwache“) angebracht.
2019 wurde durch die die Wasserstraßen- und Schifffahrtsverwaltung des Bundes der Bau von zwei neuen Mehrzweckschiffen bei der Abeking & Rasmussen Schiffs- und Yachtwerft Aktiengesellschaft in Lemwerder beauftragt. Zusätzlich wurde später eine Option für einen dritten Neubau gezogen. Die drei Neubauten der Scharhörn-Klasse sollen auch als Notschlepper eingesetzt werden und die drei Mehrzweckschiffe Scharhörn, Mellum und Neuwerk ersetzen. Mit einem Pfahlzug von 145 Tonnen werden sie deutlich leistungsstärker als ihre Vorgänger.

## Notschleppsysteme in anderen Ländern

### Australien
Seit 2006 hat Australien ein Notschleppkonzept, das Bestandteil des 2008 verabschiedeten Seenotfallkonzepts National Maritime Emergency Response Arrangement (NMERA) ist. Bestandteil des Konzeptes sind hauptsächlich Hochseeschlepper privater Unternehmen, die in australischen Häfen beheimatet sind. Ein spezialisiertes Schiff ist lediglich für den besonders gefährdeten Nordost-Quadranten des australischen Seegebiets vorgesehen:
- Pacific Responder, Basis Cairns, modifizierter Ankerziehschlepper, 82 Tonnen Pfahlzug, Operationsgebiet Torres-Straße und Great Barrier Reef[15]

### Algerien
Nachdem im November 2004 der Frachter Béchar vor der algerischen Küste havarierte und eine effiziente Hilfe offenbar mangels geeigneter Schiffe scheiterte, hat Algerien im Jahr 2010 drei Notschlepper mit 200 t Pfahlzug und allgemeiner SAR-Ausrüstung geordert, die auf dem Rolls-Royce-Design UT 515 CD basieren und der französischen Abeille Bourbon und ihrem Schwesterschiff sehr ähnlich sind. Der erste Neubau (bei STX (heute: VARD) in Brattvaag gebaut) wurde im März 2012 übergeben und auf den Namen El Moundijd getauft, die beiden Schwesterschiffe heißen El Mounjid und El Moussanid. Die Schiffe werden von der algerischen Marine betrieben. Algerien stellt somit zusammen mit Frankreich und Spanien seit 2012 die modernsten Notschleppeinheiten im Mittelmeer.

### China
In China hält die China Rescue and Salvage of Ministry of Transport of the People's Republic of China(CRS) Notschleppkapazitäten vor. Es gibt drei Stationen, Yantai, Shanghai and Guangzhou Salvage. Die CRS-Stationen haben zusammen etwa 40 größere und kleinere Schlepper, von denen nicht alle als Notschlepper geeignet sind, aber auch zwei Einheiten mit um die 200 t Pfahlzug. Teilweise handelt es sich hierbei um gecharterte Schlepper der zur A.-P.-Møller-Mærsk-Gruppe gehörenden Schleppreederei Svitzer-Coess
Eine Auswahl:
- De Da, 220 t Pfahlzug, Standort Shanghai[21], gechartert von Svitzer-Coess
- De Hong, 185 t Pfahlzug, Standort Shanghai[21], gechartert von Svitzer-Coess
- DE YI, 122 t Pfahlzug, Standort Shanghai[21]
- De Hui, 207 t Pfahlzug, Standort Guangzhou[22]
- De Yue, 196 t Pfahlzug, Standort Guangzhou[23]
- SUI JIU 201, 88 t Pfahlzug, Standort Guangzhou[24]
- De Jia, MPV, 173 t Pfahlzug, Standort Yantai[25]
- De Mei, MPV, 187 t Pfahlzug, Standort Yantai[25]

### Frankreich

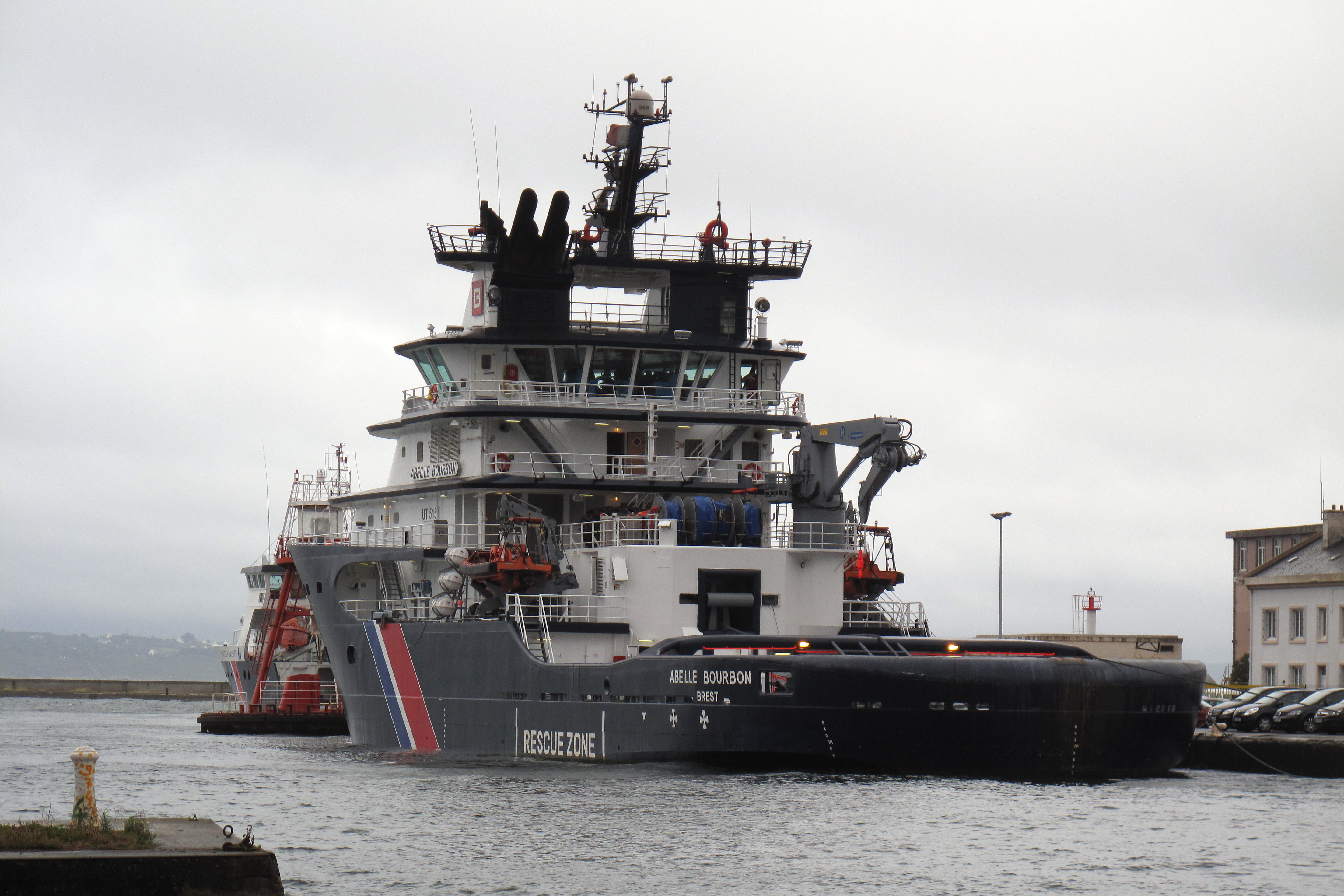
Französischer Notschlepper Abeille Bourbon in Brest

In Frankreich existieren fünf hochseetaugliche spezialisierte Notschlepper, die von der Reederei Abeilles International betrieben werden:
- Abeille Bourbon, Basis Brest, 200 Tonnen Pfahlzug
- Abeille Liberté, Basis Cherbourg, 200 Tonnen Pfahlzug
- Abeille Normandie, Basis Boulogne-sur-Mer, 280 Tonnen Pfahlzug[27]
- Abeille Méditerranée, Basis Toulon, 280 Tonnen Pfahlzug[27]
- Jason, Basis Toulon, 124 Tonnen Pfahlzug

Die Abeille Bourbon und die Abeille Liberté basieren auf dem Rolls-Royce-Design UT 515 und wurden 2005 von der Myklebust-Werft, die zum Kleven-Maritime–Konzern gehört, gebaut. Die früheren Notschlepper Abeille Flandre (ex Neptun Suecia) und Abeille Languedoc (ex Neptun Gothia) basieren auf dem Rolls-Royce-Design UT 507 und wurden 1977/78 von Ulstein Hatlo gebaut. Sie wurden 2022 durch die Schwesterschiffe Abeille Normandie (ex Siem Garnet) und Abeille Méditeranée (ex Siem Diamond) ersetzt, die 2010 in Norwegen als Typ VS 491 CD auf der Kleven-Werft als Ankerziehschlepper gebaut wurden.

### Großbritannien

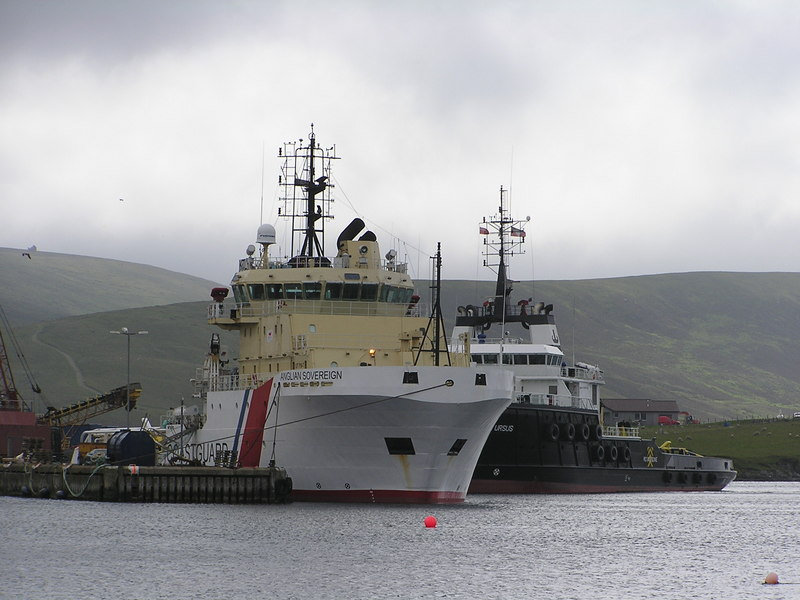
Anglian Sovereign

Großbritannien erarbeiterte nach der Havarie der Braer vor den Shetlands im Jahr 1993 ein Notschleppkonzept, das seit 1995 in Kraft war. Im Rahmen dieses Konzeptes wurden ab 1995 zunächst drei Notschlepper mit je etwa 100 t Pfahlzug gechartert:
- Brodopas Moon
- Far Turbot
- Far Minara

Von 2002/2003 bis Ende 2011 waren dann vier speziell für diesen Einsatz konzipierte Notschlepper im Einsatz:
- Anglian Monarch, 152 t Pfahlzug
- Anglian Prince, 170 t Pfahlzug
- Anglian Princess, 180 t Pfahlzug
- Anglian Sovereign, 180 t Pfahlzug

Die jährlichen Kosten wurden für 2007 mit 12 Millionen Pfund angegeben. Seit Jahresbeginn 2012 war für wenige Monate nur noch die Anglian Sovereign für das Seegebiet der Orkneys und Shetland im Einsatz, nachdem die anderen Positionen aus Kostengründen aufgegeben worden waren.
Die Regierung erläuterte, die Bergung von Schiffen „solle ein Geschäft zwischen dem Schiffseigner und dem Bergungsunternehmen“ sein und das Vorhalten von Notschleppkapazitäten stelle „keine korrekte Verwendung von Steuermitteln“ dar. An der schottischen Nord- und Westküste wurden jedoch 2012 wieder zwei Schlepper für Notfälle stationiert. In einem Report zum Notschleppkonzept aus dem Jahr 2008 war auf die Notwendigkeit der weiteren Vorhaltung von Notschleppkapazitäten hingewiesen worden.

### Indien
Die indische Küstenwache (ISCG) bestellte drei auf dem Rolls-Royce-Design UT 517 basierende Mehrzweckschiffe, die als Samudra-Klasse bezeichnet werden und von der indischen ABG-Werft gebaut wurden. Das erste Schiff wurde 2010 in Dienst gestellt.
- Samudra Prahari, Pfahlzug unbekannt
- Samudra Paheredar
- Samudra Pavak

### Niederlande

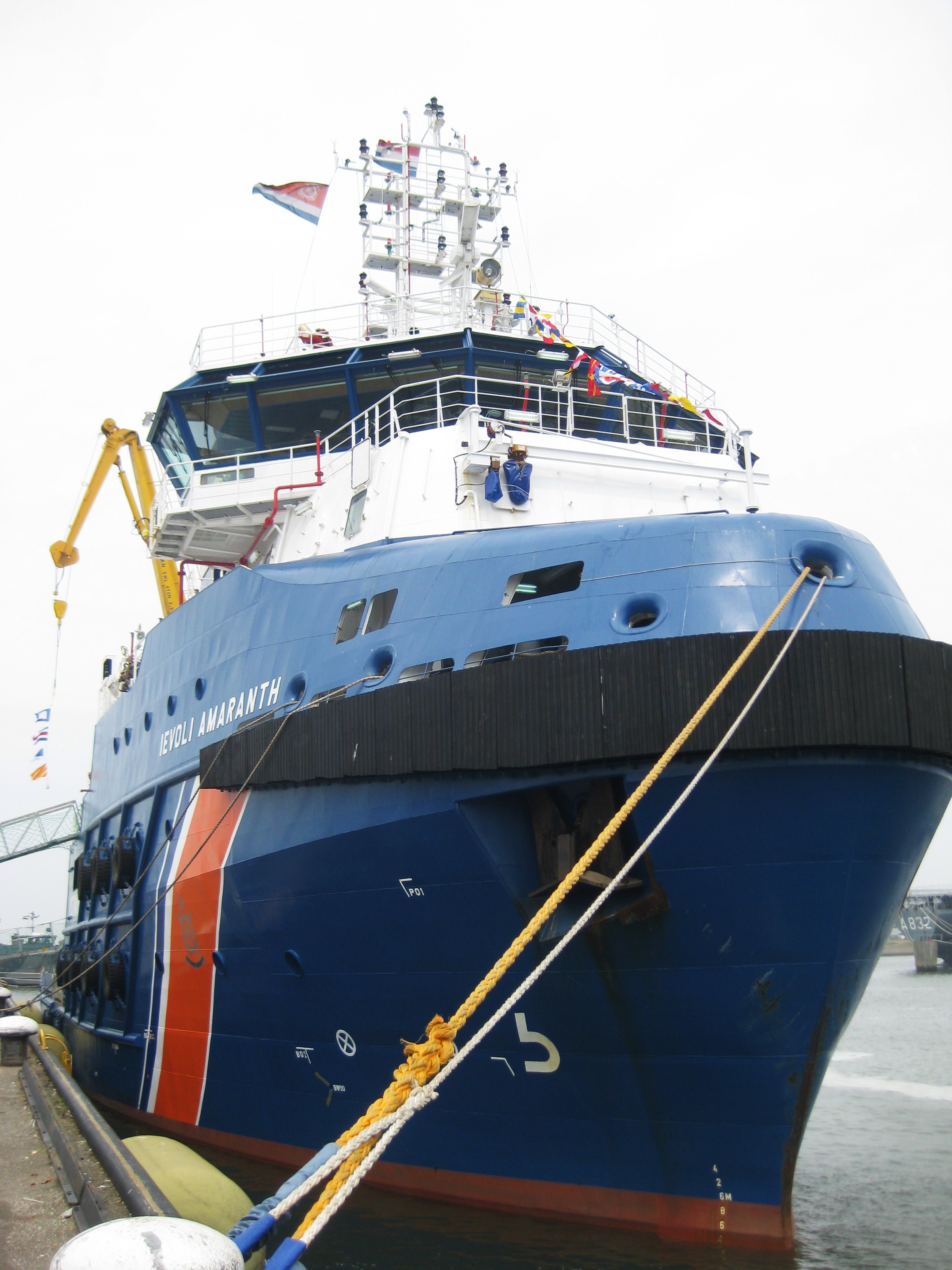
Niederländischer Notschlepper Ievoli Amaranth

In den Niederlanden wird seit 1995 (nach der Erstellung eines entsprechenden Konzeptes im Jahr 1994 als Folge der Braer-Havarie vor den Shetland-Inseln) für Notschleppzwecke ein gecharterter Notschlepper vorgehalten. Im Konzept wird das sichere Handling eines VLCC-Öltankers, d. h. eines 200.000-Tonnen-Schiffes, in einem schweren Sturm gefordert. Bis 2010 war das eingesetzte Schiff die Waker mit 118 Tonnen Pfahlzug (die ehemalige Solo von Greenpeace). Die Waker erlitt 2009 einen Totalschaden durch Maschinenbrand und wurde 2010 durch den Neubau Ievoli Black mit einem Pfahlzug von 120 Tonnen ersetzt, 2013 folgte die Ievoli Amaranth mit ca. 130 t Pfahlzug. Der Schlepper liegt einsatzbereit im Hafen von Den Helder und verlegt ab Windstärke 5 auf eine Position vor den niederländischen Watteninseln. Bereedert wurde das Schiff von Svitzer Wijsmuller. Seit 2016 versieht es unter dem neuen Namen Guardian den Notschleppdienst, jetzt für die Reederei Multraship Ocean Towage. Weiterhin gibt es Kooperationsvereinbarungen zwischen den Niederlanden und Deutschland, die auch den Einsatz der Nordic für Havarien in niederländischen Gewässern vorsehen.
- Guardian (ex Ievoli Amaranth)[42], 130 t Pfahlzug, Den Helder[43]
- Multraship Commander (ehemals ALP Ace)[44], 192 t Pfahlzug, Rotterdam[45]
- Multraship Protector (ehemals ALP Ippon)[44], 198 t Pfahlzug, Terneuzen[46]

### Norwegen

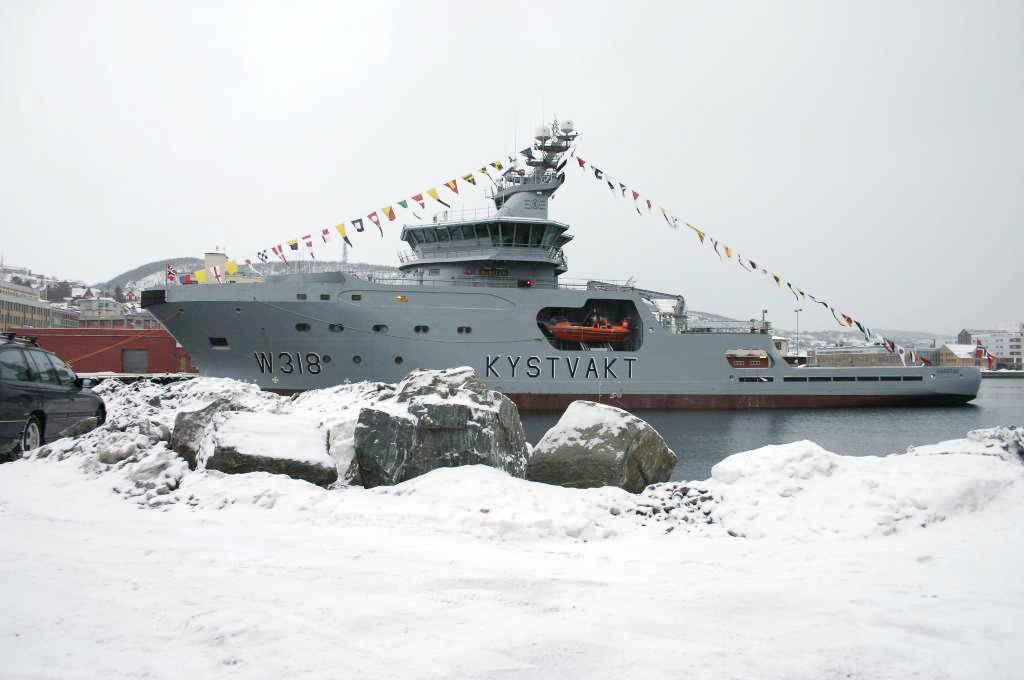
Küstenwacht-Multifunktionsschiff Harstad mit Eisklasse 1C

An der norwegischen Küste operieren für das norwegische „Kystverket“ (Norwegian Coastal Administration, nicht identisch mit der Kystvakt) fünf gecharterte Schiffe als Notschlepper in drei verschiedenen Zonen: „Sone Nord“ (Nord- und Nordwestnorwegen), „Sone Vest“ (Bergen/Ålesund), „Sone Sør“ (Kristiansand). Die Operationszentrale für alle Seegebiete ist das VTS-Zentrum Vardø. Weiterhin sind die Mehrzweck-Küstenwacht-Einheiten der Barentshav-Klasse (zurzeit drei Schiffe: Barentshav, Bergen, Sortland) der norwegischen Kystvakt auch für Notschleppsituationen konzipiert.
- Sone Nord:

- NSO Crusader, 144 t Pfahlzug
- Normand Jarl, 150 t Pfahlzug
- Beta, 118 t Pfahlzug

- Sone Vest:

- BB Ocean, 75 t Pfahlzug

- Sone Sør:

- BB Connector, 65 t Pfahlzug

- Einheiten der Küstenwache:

- Harstad, Basis Fosnavåg / Westnorwegen, 100 t Pfahlzug, Eisklasse 1C
- Bergen, Basis ?, 100 t Pfahlzug, Eisklasse 1C
- Barentshav, Basis Sortland / Nordnorwegen, 100 t Pfahlzug, Eisklasse 1C

### Russland
Die russische Marine unterhält drei Bergungs- und Notschlepper, die unterschiedlichen Einheiten zugeordnet sind:
- SB-406 (Stapellauf 1984), 88. Rettungsschiffbrigade in Poljarny
- Schachtjor (Stapellauf 1985 als SB-922)[56]
- SB-921 (Stapellauf 1985), im Juli 2012 im Golf von Aden eingesetzt

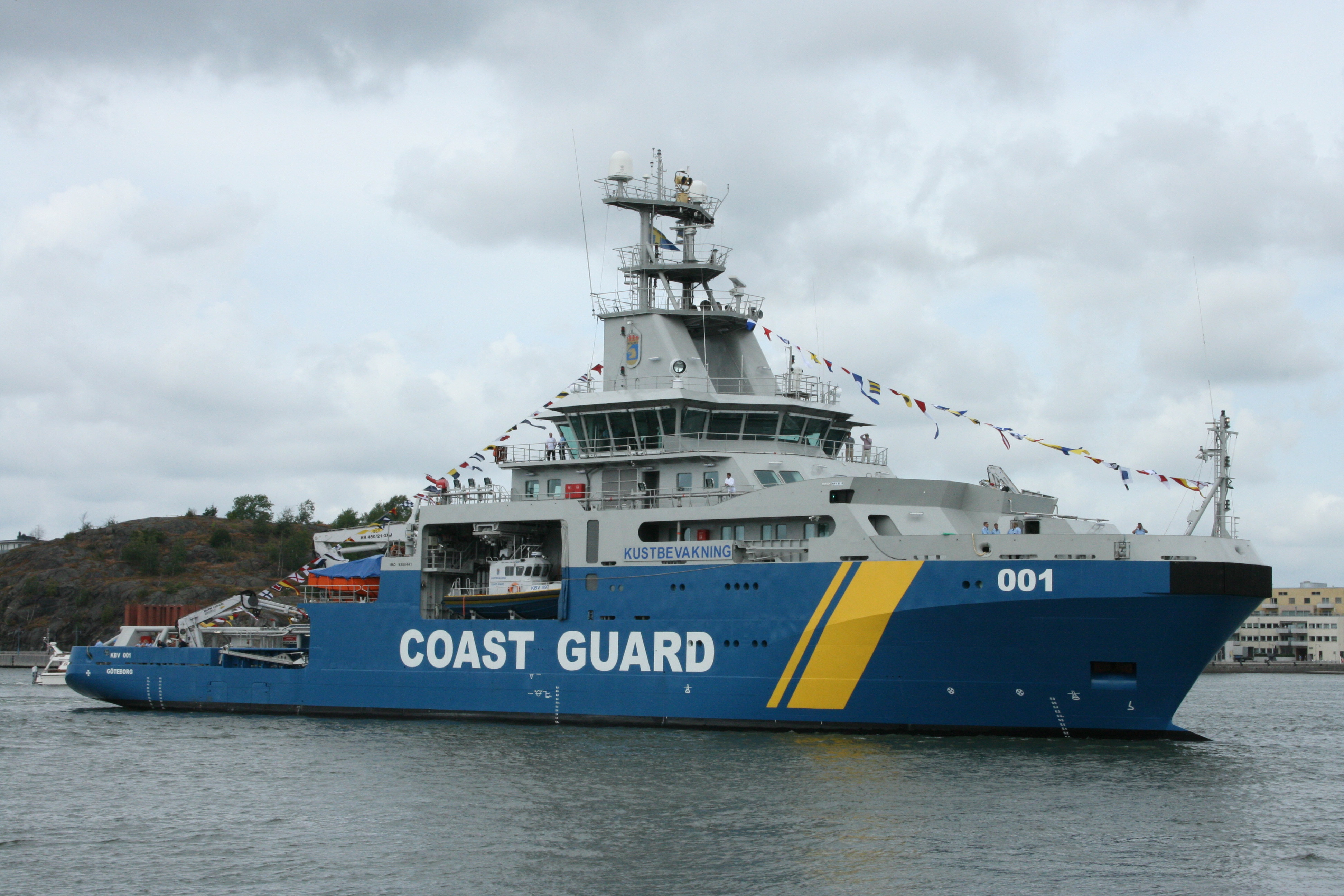
Schwedisches Mehrzweckschiff KBV 001 Poseidon in Göteborg

### Schweden
Die schwedische Küstenwache besitzt drei Mehrzweckschiffe gleichen Typs, die als Notschlepper bereitgehalten werden. Diese wurden in Rumänien von der Damen-Werftgruppe gebaut und 2009 bis 2010 in Betrieb genommen.
- KBV 001 Poseidon, stationiert in Göteborg – 100 t Pfahlzug[58][59]
- KBV 002 Triton, stationiert in Slite auf Gotland – 100 t Pfahlzug
- KBV 003 Amfitrite, stationiert in Karlskrona – 100 t Pfahlzug

### Spanien

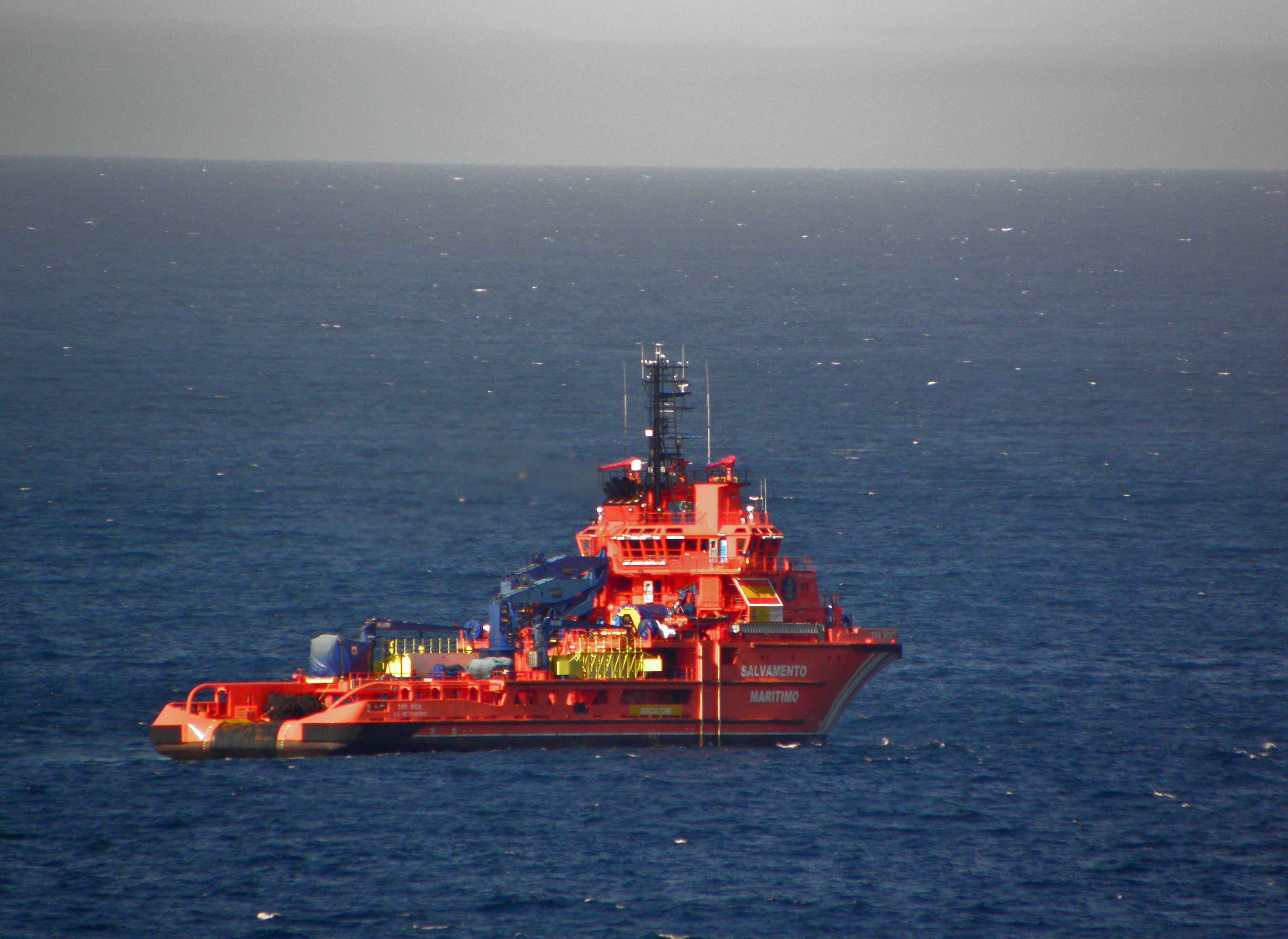
Spanischer Notschlepper Don Inda

Die Sociedad de Salvamento y Seguridad Marítima, die dem Ministerium für Wirtschaft, Öffentliche Arbeiten und Wiederaufbau untersteht, betreibt insgesamt 14 Notschlepper und Mehrzweckschiffe an der Atlantik- und Mittelmeerküste, die meisten davon in staatlichem Eigentum, einige sind jedoch gechartert. Zwei der Schlepper erreichen einen Pfahlzug von über 220 Tonnen.
Im Einzelnen sind dies:
- Notschlepper / spezialisierte ETV

- Don Inda – 228 t Pfahlzug, Operationsgebiet Galicien
- Clara Campoamor – 228 t Pfahlzug, Operationsgebiet westl. Mittelmeer
- Luz de Mar – 128 t Pfahlzug, Operationsgebiet Straße von Gibraltar
- Miguel de Cervantes – 128 t Pfahlzug, Operationsgebiet Kanarische Inseln

Diese Notschlepper sind mit Nachtsichtgeräten, Ölbekämpfungs-Equipment, Mehrzweckräumen usw. ausgestattet und ausschließlich für Notschleppeinsätze und andere schwere Seenotfälle vorgesehen. Die deutsche Baltic ist ein Schwesterschiff der Luz de Mar und der Miguel de Cervantes. Die jährlichen Kosten für diese vier Schlepper werden mit 4,95 Millionen Euro angegeben.
- Bergungsschlepper

Sieben Bergungsschlepper mit Pfahlzügen zwischen 60 und 105 Tonnen sind über die gesamte spanische Küste (sowie je eine Einheit auf den Balearen und den Kanarischen Inseln) verteilt: die mit den SAR-Schiffen (s. u.) weitgehend konstruktionsgleichen María Pita, María Zambrano, María de Maeztu und Marta Mata mit jeweils 60 t Pfahlzug sowie die Alonso de Chaves (105 t), Punta Salinas (98 t, Kanarische Inseln) und die Punta Mayor (81 t).
- SAR-Mehrzweckschiffe

Drei baugleiche SAR-Mehrzweckschlepper mit einem Pfahlzug von 60 Tonnen sind in Galicien/Biskaya (SAR Gavia, BS-15) und der südlichen Mittelmeerküste (SAR Mesana, BS-34 und SAR Mastelero, BS-23) stationiert.

### USA

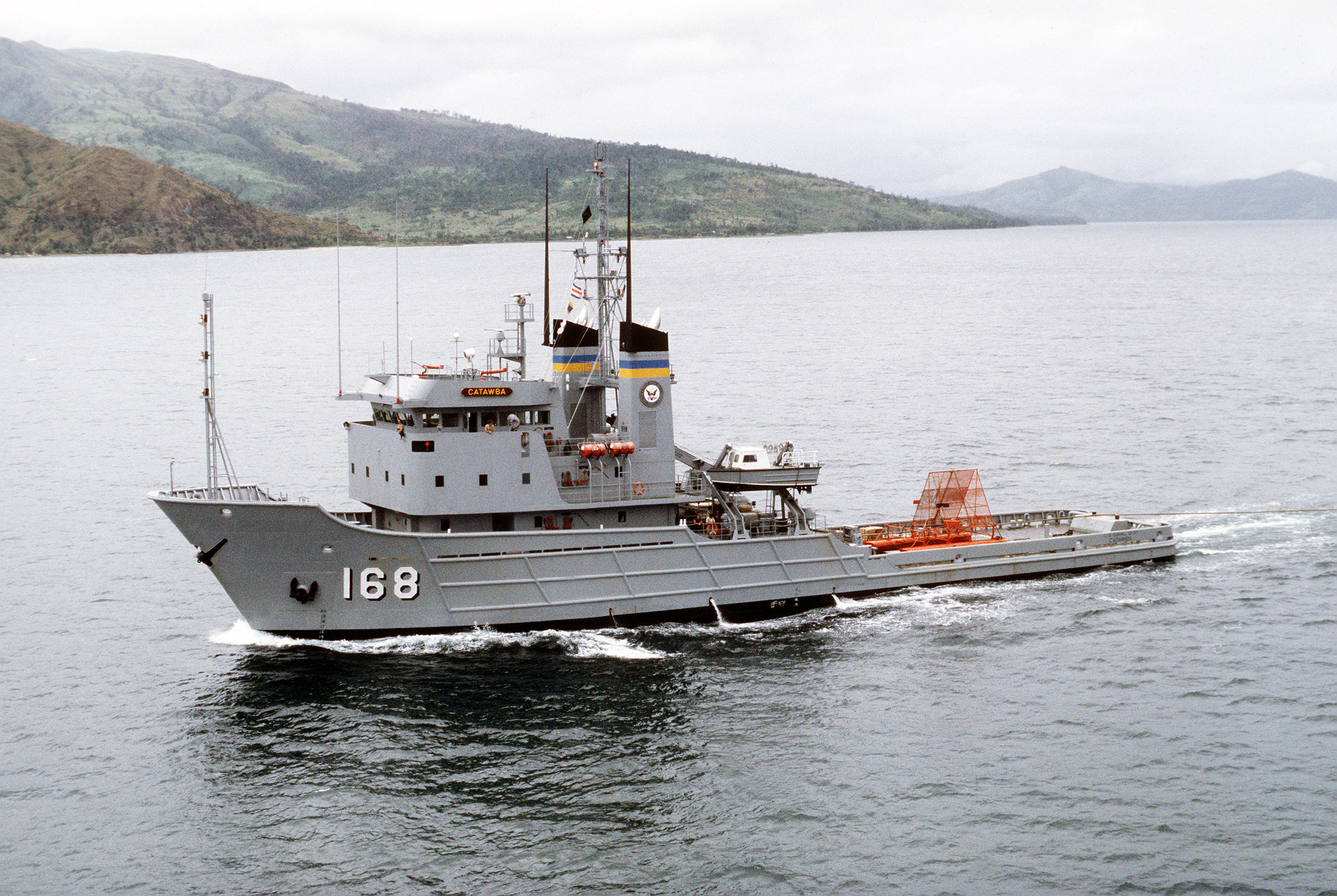
USNS Catawba, Marineschlepper der Powhatan-Klasse

In den Vereinigten Staaten von Amerika werden Notschleppkapazitäten sowohl von der Marine (die Navy Fleet Ocean Tugs der Powhatan-Klasse, mit zivilen Crews bemannt, die durch Marinefunker ergänzt werden) als auch von privaten Firmen zur Verfügung gestellt, letztere jedoch, anders als in vielen Ländern, auf rein privatwirtschaftlicher Basis, also ohne Förderung durch den Staat. Nach den Terroranschlägen von 2001 wurde von einer Kommission der Bedarf von bis zu zehn zusätzlichen leistungsfähigen Notschleppern mit einem Pfahlzug von über 100 t identifiziert. Eine Umsetzung hat jedoch offenbar bisher nicht stattgefunden.
- Notschlepper der Marine (Powhatan-Klasse), soweit noch im Dienst:[65]

- USNS Catawba (T-ATF-168), 54 t Pfahlzug
- USNS Navajo (T-ATF-169), 54 t Pfahlzug
- USNS Sioux (T-ATF-171), 54 t Pfahlzug

- Als Notschlepper einsetzbare Einheiten privater Unternehmen (beispielhaft):

- Ocean Class Schlepper, 4 Einheiten, Crowley Marine Corporation, Pfahlzug 165 US-Tonnen (ca. 150 metrische Tonnen)